# Atheta klagesi
Atheta klagesi är en skalbaggsart som beskrevs av Max Bernhauer 1909. Atheta klagesi ingår i släktet Atheta och familjen kortvingar. Inga underarter finns listade i Catalogue of Life.